# 830年代
830年代（はっぴゃくさんじゅうねんだい）は、西暦（ユリウス暦）830年から839年までの10年間を指す十年紀。

## できごと

### 830年
- 830年頃 - チェック人（西スラブ族）がモラヴィア王国建設。
- 唐で牛僧孺と李徳裕が争う（牛李の党争）。（- 844年）
- アッバース朝がバグダードにバイト・アルヒクマ（知恵の館）を建設する。以後、ギリシア語文献のアラビア語翻訳が盛んになる。

### 833年
- アッバース朝でムウタスィムがカリフに即位。トルコ人奴隷（マムルーク）で親衛隊を組織。
- 淳和天皇が譲位し、第54代仁明天皇が即位。

### 836年
- アッバース朝がバグダードからサマッラーに遷都。

### 838年
- 小野篁を隠岐国に配流。